# William Hart (Maler)

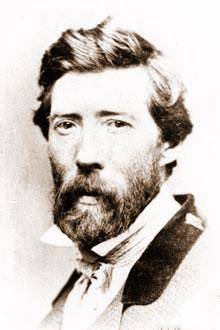
William Hart

William Hart (* 31. März 1823 in Paisley, Strathclyde, Schottland; † 17. Juni 1894 in Mount Vernon, New York, USA) war ein schottisch-amerikanischer Landschafts- und Tiermaler.

## Leben
Hart war der ältere Bruder des Landschaftsmalers James Mac Dougal Hart. Die Familie zog 1831 von Schottland nach Albany in die Vereinigten Staaten. Beide Brüder arbeiteten mehrere Jahre lang als Lehrlinge bei einem Kutschenmaler in Albany. Hier fertigte er Landschaftsdekorationen für die Paneele von Kutschen an. Sein künstlerisches Talent führte dazu, dass er mit der Porträtmalerei begann. Sein erstes Atelier befand sich im Holzschuppen seines Vaters in der Nachbarstadt Troy und er nahm pro Stück fünf Dollar als Bezahlung. Er unternahm drei Jahre lang eine Studienreise durch die Gegenden seines Heimatlandes und begann Landschaften  mit dem Pinsel festzuhalten. Er verkaufte seine Bilder oder tauschte sie ein. Mit zunehmender Praxis und Qualität erhöhte er den Kaufpreis für seine Porträts. Er ging nach Michigan, wo er die Bewohner des Staates für fünfundzwanzig Dollar porträtierte. Doch da er auf seinen Reisen nicht vom Fieber und anderen Krankheiten verschont wurde, kehrte er 1845 zurück und widmete sich nunmehr der Landschaftsmalerei. Er wurde seine Krankheiten auch in den nächsten vier Jahren nicht los. Durch die Unterstützung eines Herrn Ormsby konnte er eine Reise nach Schottland unternehmen. 1852 kehrte Hart zurück und eröffnete erneut sein Atelier in Albany. 1853 ließ er sich in New York nieder, wo er ein eigenes Studio eröffnete. Hier widmete er sich mit Vorliebe der Aquarellmalerei. 1857 zum Associate der National Academy of Design und im folgenden Jahr zum Akademiemitglied gewählt. Hart war von 1865 an einige Jahre Präsident der Zeichenakademie in Brooklyn und von 1870 bis 1873 Präsident der Gesellschaft für Aquarellmalerei (American Water Colour Society). Neben Aquarellen fertigte er auch Ölbilder. Er war zudem Mitglied der Hudson River School, seine Bilder fanden Einzug in viele bekannte amerikanischen Sammlungen.
Seine beiden Nichten Letitia Bonnet Hart (1867–1953) und Mary Theresa Hart (1872–1942), Töchter seines Bruders, wurden Figurenmalerinnen. Er hatte auch eine jüngere Schwester Julie Hart Beers, die 1835 in Pittsfield, Massachusetts geboren und von ihren Brüdern unterrichtet wurde. Sie war mit dem Journalisten George Washington Beers († 1856) verheiratet und hatte ebenfalls zwei Töchter. Da ihr Mann kurz nach der Heirat und der Geburt ihrer Töchter verstorben war, zog sie zu ihrem Bruder William nach New York.

## Werke (Auswahl)

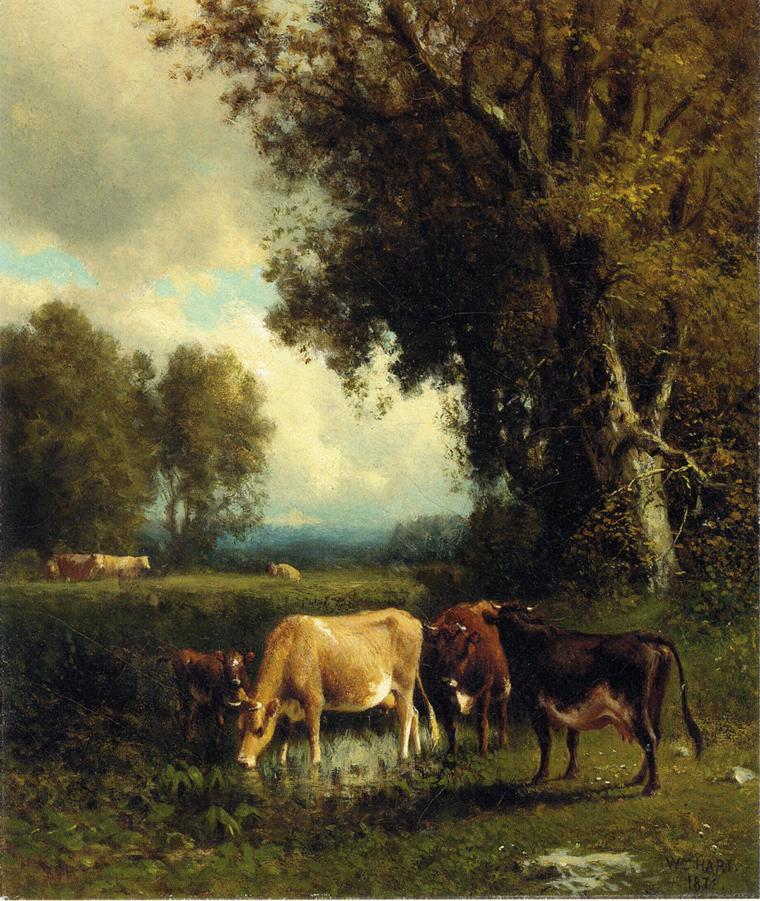
Kühe auf der Weide, 1878

- Die Rückkehr von der Mühle.
- Hügellandschaft.
- Pastorale.
- Goldene Stunde.
- Kinder am Ufer.
- Septemberschnee.
- Herbst in den Wäldern von Maine.
- Dämmerung am Bach.
- Ein Regentag im Herbst.
- Der nebelige Morgen am See.
- Die Furt im Fluß. 1878.